# خافيير روزاس
خافيير روزاس (بالإسبانية: Javier Rosas)‏ هو تريثلت مكسيكي، ولد في 25 سبتمبر 1996 في غوادالاخارا في المكسيك.

## وصلات خارجية
- خافيير روزاس على موقع أوليمبيديا (الإنجليزية)